# Plaisir de France (revue)
Pour les articles homonymes, voir Plaisir de France.
Plaisir de France était une revue française, propriété du Groupe L'Illustration détenu par la famille Baschet, et dont le premier numéro sortit le 1er octobre 1934.
La marque "Plaisir de France" fut rachetée en 1976 par Connaissance des arts, qui durant un certain temps, garda son nom en sous-titre. 

## Présentation
Son directeur-rédacteur en chef fut Olivier Quéant de 1936 à 1968.
Roger Baschet en fut le rédacteur en chef à partir de 1936.
En novembre 1939, au numéro 62, la revue changea de nom pour s'appeler Images de France.
En août 1944, au numéro 111, elle reparut sous son titre d'origine.
De 1934 à 1974, de nombreuses photographies de Pierre Jahan illustrèrent cette publication. Parmi les autres photographes célèbres ayant collaboré à la revue, notons : Willy Maywald
Plaisir de France n'est ressorti qu'en 1944, mais pas tout de suite en mensuel,  faute d'allocations de papier suffisantes.